# Roland Schwarzl
Roland Schwarzl (ur. 10 grudnia 1980 w Oberdrauburgu) – austriacki lekkoatleta, wieloboista.

## Osiągnięcia
- brązowy medal Mistrzostw Europy juniorów w lekkoatletyce (Ryga 1999)
- 10. miejsce podczas igrzysk olimpijskich (Ateny 2004)
- brąz Halowych Mistrzostw Europy (Madryt 2005)
- kilkanaście tytułów mistrza Austrii w różnych konkurencjach (dziesięciobój lekkoatletyczny, siedmiobój lekkoatletyczny, skok o tyczce, skok w dal, skok wzwyż)

## Rekordy życiowe
- dziesięciobój lekkoatletyczny – 8102 pkt. (2004)
- siedmiobój lekkoatletyczny (hala) – 6065 pkt. (2010), rekord Austrii